# 癌肉腫
癌肉腫（がんにくしゅ、英語: Carcinosarcoma）は、上皮性癌（carcinoma）と間葉性・結合組織肉腫（sarcoma）が混在した悪性腫瘍である。癌肉腫は、皮膚、唾液腺、肺、食道、膵臓、大腸、子宮、卵巣など、様々な臓器に発生する稀な腫瘍である。

## 細胞の起源
癌肉腫の細胞起源については、主に疾患の病理学的性質に基づいて4つの主要な仮説が提案されている。第一に、衝突腫瘍仮説である。これは、皮膚癌や表在性悪性線維性組織球腫が、日焼けした皮膚を持つ患者によく見られるという観察に基づいて、2つの独立した腫瘍が衝突して単一の新生物になることを提案するものである。第二に、構成仮説である。これは、間葉成分が上皮性悪性腫瘍に対する偽肉腫性反応を示すことを提案するものである。第三は、腫瘍の上皮性成分と間葉性成分の両方が共通の多能性幹細胞から発生し、分岐して分化するという組み合わせ仮説、第四は、腫瘍の肉腫性成分は上皮性成分の化生性肉腫性転換成分であるという転換／分岐仮説である。
これらの腫瘍を発生させるメカニズムにはまだ不確実性が残っているが、最近の免疫組織化学的、微細構造的、分子遺伝学的研究は、癌肉腫における単クローン性の概念を示唆し、支持している。加えて、癌肉腫の上皮および間葉成分の両方に同一のp53およびKRAS 変異が同定されており、これは腫瘍の組織形成における早期の変化と、上皮成分から肉腫成分への後期の変化または変性を示唆する所見である。